# Капа (рэпер)
Алекса́ндр Алекса́ндрович Ма́лец (род. 24 мая 1983, Нижний Тагил, СССР), более известный под псевдонимом Капа — российский рэп-исполнитель, певец, автор текстов, битмейкер, музыкант, режиссёр видеоклипов, музыкальный продюсер. Основатель и участник самарских рэп-групп «Собачья стая», «Главы пяти семей», «Солдаты бетонной лирики», «Капа и Картель», «Капа и DаБо», «Томагавки Маниту» и «Ст. 77». Лауреат хип-хоп-фестиваля Free Nation '99. Бронзовый призёр фестиваля «Кофемолка» 2001. Участник фестиваля Rap Music 2002 («Лучший MC года»). Пятикратный номинант премий Hip-Hop.Ru Awards. Является одним из первых рэперов и битмейкеров Самары.
В декабре 1998 года Капа занял второе место в конкурсе на лучшую рэп-заставку, который проводился радиостанцией «Мегаполис 103.6 FM» для программы Street Beat. В 1999 году Капа вместе с рэп-исполнителем Багзи создал в Самаре рэп-группу «Собачья стая», к которой чуть позже присоединился Шайн. В конце года «Собачья стая» получила первое место в номинации «Лучшая рэп-группа» на фестивале Free Nation '99. В декабре 2000 года совместно с Дизелем (из дуэта «1-бойники») объединился в команду «Солдаты бетонной лирики» («С.Б.Л.»), с которой занял третье место на рэп-фестивале «Кофемолка» в Чебоксарах 24 февраля 2001 года. Летом 2001 года к команде присоединился Багзи, а в апреле 2002 года — Шайн. В конце 2002 года Шайн и Капа в составе «С.Б.Л.» приняли участие в фестивале Rap Music 2002, где Капе была присуждена премия «Лучшего MC года». 25 апреля 2004 года увидел свет их дебютный альбом «ШайКа», ставший одним из «Лучших хип-хоп-альбомов года» на церемонии Hip-Hop.Ru Awards 2004.
В 2003 году Капа начал сольную карьеру. Дебютировал с песней «Сын» в эфире ночной программы «Фристайл» на «Нашем радио» 30 июля 2003 года. Был ведущим артистом лейбла 100Pro с 2003 по 2016 год. Выпустил на лейбле три сольных альбома: «Втыкал» (2005), «Азиат» (2011) и Capo Di Tutti Capi (2016), а также два совместных альбома: Капа и Картель — «Гламурным…» (2008), Капа и DаБо — «Последний суд» (2014). Дебютный альбом «Втыкал» был выбран одним из «Лучших хип-хоп-альбомов 2005 года» на церемонии Hip-Hop.Ru Awards 2005. После скандального ухода с лейбла 100Pro в 2017 году Капа объединился с Сергеем Сорокиным («Ворон») в проект «Ст. 77» и выпустил два альбома — «Ст. 77» (2019) и «Ст. 77. Часть вторая» (2022). Параллельно реанимировал проект «Капа и Картель» и под именем «Томагавки Маниту» выпустил альбом «Табу» (2018). В конце 2019 года выпустил экспериментальный альбом «Декаданс», созданный в жанре трэп. В 2024 году объединился с группой «Не ради денег» для записи альбома «Пуленепробиваемый» (2025). Отличительной чертой речитатива Капы является его низкий голос и умение исполнять рэп, используя технику Method Man’а из Wu-Tang Clan.

## Биография

### Ранние годы
Родился 24 мая 1983 года в Нижнем Тагиле в Свердловской области. Его детство прошло в постоянных переездах по военным гарнизонам, поскольку его отец был военным и ему часто приходилось по долгу службы путешествовать по стране, а порой — и за её пределами. Первые годы детства Александр провёл в Беларуси. В 1989 году в возрасте шести лет поступил в первый класс школы в городе Брандис в ГДР, а после вывода группы советских войск из Германии в 1990 году продолжил учёбу в школе города Джизак Узбекской ССР, где располагалась отдельная штурмовая авиационная эскадрилья, в которую был направлен отец Александра для дальнейшего несения военной службы. В 1991 году семья переехала в город Нижние Серги на юго-западе Свердловской области, где он проучился до пятого класса. Осенью 1993 года продолжил обучение на территории Российской Федерации в селе Сакмара Оренбургской области. В 1996 году семья переехала на постоянное место жительства в Самару, где его отец был переведён в аэроклуб ЦСК ВВС, затем был преподавателем в аэрокосмическом университете, после чего ушёл в отставку в звании майора. С 1996 по 2000 год четыре года жил на улице Демократическая в районе поляны имени Фрунзе и учился в школе №175 (улица Солнечная, 63), а в 2001 году переехал на улицу Стара-Загора. В Самаре увлёкся музыкой, а первое знакомство с рэпом произошло при прослушивании сборников в стиле евродэнс (Snap!, 2 Unlimited). Его первое знакомство с хип-хоп-музыкой произошло, когда он услышал трек Dr. Dre и Snoop Dogg «Nuthin’ But a “G” Thang» (1992), который был записан в виде бонуса и без подписи на аудиокассете его дяди. В 1998 году у него в руках оказался сборник Hip-Hop Info (1997) с треком группы Bad Balance «Городская тоска», который привлёк его внимание к русскому хип-хопу.

### Собачья стая
В 1998 году, будучи учеником девятого класса, познакомился с Романом Васиным (род. 19 сентября 1983 года), который только что перешёл в их школу. Оба увлеклись верхним брейк-дансом и около полугода танцевали в стиле «локинг». Затем написал небольшой текст про школьные будни и наложил его на музыку. Поскольку у них не было компьютера для создания музыки, то в качестве музыки использовались инструменталы из аудиокассет-сборников «Рэп мастер» (1997—1998, лейбл Pavian Records). Со временем тексты приобретали более расширенный смысл. В декабре 1998 года занял второе место в конкурсе на лучшую музыкальную заставку в стиле «рэп» для программы Street Beat на радиостанции «Мегаполис 103.6 FM». По словам ведущего программы Антона Макарова (Antix), после объявления рэп-конкурса Александр позвонил в студию, представился как «Гангста» и исполнил рэп о «Стрит бите» во время прямого эфира. За текст и исполнение ему присвоили второе место, а победу в конкурсе одержал Максим Ермолов, который прислал аудиокассету с готовым треком, записанным в домашних условиях.
В начале 1999 года Малец взял себе псевдоним Капа, сократив итальянскую фразу «capo di tutti capi» (рус. «Босс боссов»), используемую сицилийской и американской мафией для обозначения босса самой влиятельной мафиозной семьи. Его школьный друг Васин взял себе псевдоним Багзи в честь американского гангстера Багси Сигеля. Объединившись, они создали рэп-группу «Собачья стая» и записали в домашних условиях несколько треков. Чуть позже к ним присоединился рэп-исполнитель МС Томагавк (Максим Ермолов), который взял себе новый псевдоним Шайн и познакомил Капу с сольным творчеством исполнителей американской рэп-группы Wu-Tang Clan: сначала дал послушать альбом Raekwon Only Built 4 Cuban Linx… (1995), а спустя некоторое время представил альбом Method Man Tical (1994), определивший для Капы дальнейшую манеру исполнения рэпа. Вместе Шайн и Капа придумали тексты песен «Улицы зла» и «Беда», но успели записать только трек «Беда» (музыка: Капа). Шайн записал два сольных трека: «Техника рэпа» и «Перемены».
Их дебют на сцене состоялся в местном доме культуры на одном из проводившихся в те времена рэп-концерте. Одно из первых выступлений группы на сцене с треком «Собачья стая» состоялось в самарском Доме актёра во время проведения первой акции «Союза правых сил» в сентябре 1999 года. Там произошло их знакомство с рэп-исполнителем MC Boot (Евгений Гладков), с которым был записан трек «Объединяйтесь!». В октябре Максим Ермолов был призван на военную службу в армии. Следующее выступление группы состоялось на вечеринке Hip-Hop Party в ночном клубе «Торнадо» в здании кинотеатра «Весна» 10 ноября 1999 года, организованной промо-группой «АК-47» (Антон «Antix» Макаров и Иван «Slam» Щекаев). С двумя песнями «Дома» и «Объединяйтесь!» группа «Собачья стая» выступила на втором по счёту самарском фестивале хип-хоп-культуры Free Nation '99 в ДК «Металлургов» 25 ноября 1999 года, где получила первое место в номинации «Лучшая рэп-группа».
В январе 2000 года Багзи уехал в Пензу и вошёл в состав рэп-группы «Пен-а-пласт», но периодически приезжал в Самару. В феврале Капа записал трек «Беда» при участии Antix’а в студии радиостанции «Мегаполис» с помощью звукорежиссёра Александра Шкурдоды. В мае к группе присоединились одноклассница Капы, Инна Партхаль (Angel), и прибывший в отпуск из армии Шайн. 20 мая Шайн и Капа выступили с песней «Улицы зла» на площади Куйбышева в Самаре в рамках фестиваля Adidas Streetball Challenge. В июне 2000 года группа «Собачья стая» дважды выступила в качестве гостя на фестивале «6 элемент». Однако во время финального концерта у Ладьи на набережной Волги, который состоялся 27 июня, Багзи не смог выступить и вместо него Капа вышел на сцену вместе с Шайном. В августе трек «Улицы зла» (Капа и Багзи) был записан во внеэфирное ночное время в студии радиостанции «Мегаполис» с помощью звукорежиссёра Александра Шкурдоды.
В сентябре 2000 года, посоветовавшись с другими участниками, Капа переименовал группу «Собачья стая» в «Главы пяти семей», назвав её в честь пяти самых крупных и влиятельных «семей» итало-американской мафии, «контролирующих» Нью-Йорк. Первый в рамках нового проекта трек «Урок рифмы» был записан Капой совместно с Маркером (из команды Mad Future’s Crew). Сингл был отправлен в компанию Hip-Hop Info для участия «Глав пяти семей» в отборочном туре фестиваля Rap Music 2000 и был издан в сборнике «Rap прорыв №2» в конце ноября. 17 октября Капа («Собачья стая») и Маркер (Mad Future’s Crew) стали гостями программы Street Beat (радио «Мегаполис 103.6 FM», Самара), где прозвучали треки «Собачьей стаи»: «Объединяйтесь!» (feat. MC Boot), «Беда» (feat. МС Томагавк) и «Дома». . В декабре коллектив «Собачья стая» наряду с рэп-группой F.W.Jam и диджеями Antix и Slam вошёл в хип-хоп-объединение «Главы пяти семей», занявшее почётное четвёртое место на рэп-фестивале Rap Music 2000 в московском СК «Олимпийский» 20 декабря 2000 года.

### Солдаты бетонной лирики
В июле 2000 года Капа из «Собачьей стаи», Snike из F.W.Jam (Алексей Кулагин) и Дизель из «1-бойников» (Евгений Борисов) записали совместный трек «Почему?» во внеэфирное ночное время в студии радиостанции «Мегаполис». Текст ко всем трём куплетам написал Капа, а музыку предоставил Дизель. Самарский диджей DJ Will-Ain (Вячеслав Дочкин) создал инструментал на основе музыкальной нарезки из трека Fabe «L'impertinent (DJ Cut Killer Remix)» (1999), к которой вначале добавил отрывок из детского звукового журнала «Колобок». Название для проекта — «Солдаты бетонной лирики» (сокращённо «С.Б.Л.») — было придумано Капой на основе первых строчек его куплета («Солдаты бетонной пыли сгустились надо мной»). После ссоры с участниками группы F.W.Jam в декабре 2000 года, Капа принял решение объединиться с Дизелем в рэп-группу «Солдаты бетонной лирики» и выступить с ним на фестивале «Кофемолка» в Чебоксарах. Готовясь к предстоящему событию, они записали в студии радиостанции «Мегаполис» трек «Стиль Самара», который представили в отборочном туре фестиваля во Дворце культуры ЧГУ им. И.Н. Ульянова 19 января 2001 года. В итоге команда «С.Б.Л.» прошла в финальную часть соревнований и заняла третье место в рэп-конкурсе 24 февраля 2001 года. После выступления самарцы решили объединиться с чебоксарцами в проект «ВоЧи» («Волжские читалы») и во время приезда чебоксарцев в Самару на мероприятие «Hip-Hop Баталия» 12 апреля записали с ними совместный трек «Самара-Чебоксары» (Капа, Дизель, Арнольд, Шарап, Прицеп). Помимо этого летом Капа помирился со Snike’ом и совместно с Дизелем они записали трек «Начинайте битву», в котором упомянули новый проект «ВоЧи» и процитировали строчку из трека «Звони 02» группы Bad Balance из последнего альбома «Каменный лес».
Летом 2001 года к команде присоединился Багзи и впервые выступил в её составе на фестивале «Snickers Урбания» в Струковском саду Самары 8 сентября 2001 года. На мероприятии были презентованы треки «Дорога в Пензу» (Багзи и Капа), «Самара-Чебоксары» (Капа и Дизель), «Стиль Самара» (Капа и Дизель), «Друг за друга» (Багзи, Капа и Дизель) и «Начинайте битву» (Капа, Snike и Дизель). 23 марта 2002 года «Солдаты бетонной лирики» (Капа, Дизель и Багзи) вместе с группами «Пен-а-пласт», «63 регион» (Тольятти), «Соблюдай дистанцию» (Арнольд и Шарап) (Чебоксары), МС Прицеп с битмейкером Скок (Чебоксары), F.W.Jam (с диджеем Slam) и брейк-командой «Борцы с гравитацией» выступили в местном клубе на презентации радиошоу Rap Jam. 26 апреля в Чебоксарах состоялась презентация сборника «Стиль Волга», куда вошёл сольный трек Капы «Мы живём здесь» (текст: Шайн и Капа). После концерта произошёл конфликт, в результате которого самарцы приняли решение уйти из команды. В апреле 2002 года Дизель покинул группу из-за нехватки времени и стал дистрибьютором продукции лейбла 100Pro в Самаре.
В апреле 2002 года в рамках команды «Солдаты бетонной лирики» был создан проект «ШайКа» (название было составлено из первых слогов псевдонимов Шайн и Капа). Дебютное выступление дуэта состоялось в здании кинотеатра «Восход» на фестивале «Хип-хоп-легион» в Новокуйбышевске 19 апреля 2002 года, который ежегодно организовывал Анатолий Горячкин («Rain») с 2000 по 2005 год. С апреля по октябрь в течение шести месяцев Шайн и Капа записали дебютный альбом в студии радиостанции «Мегаполис» с помощью звукорежиссёра Александра Шкурдоды. Запись проходила во внеэфирное ночное время, а к утру рэп-исполнители возвращались домой, и иногда, не выспавшись, пропускали занятия в университете. Записи группы около года находились в ротации программы Rap Jam на радиостанции «Станция СОК 106.6 FM», а на книжном рынке Самары можно было приобрести на компакт-дисках 30-минутный микстейп «С.Б.Л. Mix». В конце года Шайн и Капа в составе «С.Б.Л.» приняли участие в рэп-фестивале Rap Music 2002, который прошёл во Дворце спорта «Юбилейный» в Санкт-Петербурге 29 декабря 2002 года, где выступили с композициями «Мы живём здесь» и «Уважай мой стиль». Призового места они не заняли, но Капе была присуждена премия «Лучшего МС года», а композиция «Мы живём здесь» стала визитной карточкой группы.
В июне 2003 года команда «Солдаты бетонной лирики» присоединилась к хип-хоп-объединению «Бурлаки на Волге», которое было образовано летом 1999 года из четырёх волжских рэп-команд: «Злой Дух» (Казань), «Буран» (Казань), «Белые братья» (Чебоксары) и «Типичный ритм» (Нижний Новгород). Поводом для этого стал трек «Волга», записанный Капой совместно с группами «Белые братья» и «Типичный ритм». 8 июля был выпущен сборник «Рэп на 100%: Анапа Арт 2003» с треком «Сын» от «Солдат бетонной лирики».
В конце 2003 года Шайн и Капа в составе «С.Б.Л.» в качестве гостей выступили с песней «Сын» на рэп-фестивале Rap Music 2003, который прошёл в клубе Ozon в Москве 26 декабря. После выступления Шайн и Капа как солисты группы «Солдаты бетонной лирики» подписали контракт с московским лейблом 100Pro на выпуск дебютного альбома «ШайКа», который увидел свет 25 апреля 2004 года. В релиз вошло два скандальных трека на музыку Al Solo: «Сын» (русский вариант трека Method Man «Bring da Pain») (2003) и «Жена кондуктора» (русский вариант трека Wu-Tang Clan «Conditioner») (2003). Презентация альбома «ШайКа» прошла в КЗ «Дзержинка» Самары 7 февраля 2004 года и сопровождалась выходом предварительной копии альбома.
В 2005 году группа распалась из-за творческих разногласий, а Шайн и Капа начали сольную карьеру.
20 июня 2008 года Капа выступил с сольной программой при поддержке Шайна в клубе «Аура» в Самаре. 15 сентября был выпущен сингл «Спокоен как лёд» (Da Luniz mix '08) от имени «С.Б.Л.» (Шайн и Капа). 9 января 2009 года Шайн и Капа выступили от имени группы «Солдаты бетонной лирики» в клубе «Вокзал» в городе Бузулук Оренбургской области, а 28 марта — в клубе «Бункер» в городе Чапаевск Самарской области. 2 октября Капа выступил при поддержке Шайна на разогреве у российской рэп-группы Bad Balance в универсальном комплексе «МТЛ Арена» в Самаре, исполнив треки «Накажись», «Там на небе богам» и «Китайская забегаловка».

### Сольная карьера
В 2003 году Капа начал сольную карьеру. В январе записал музыкальную заставку в стиле «рэп» для программы Rap Jam на радиостанции «Станция СОК 106.6 FM». В середине июня Капа записал в московской студии 100Pro несколько треков при участии Al Solo: «Волга», «Жена кондуктора» (русский вариант трека Wu-Tang Clan «Conditioner») и «Сын» (русский вариант трека Method Man «Bring da Pain») (музыка: Al Solo, слова: Капа, Al Solo). 13 июля Капа при поддержке диджея Slam’а (Иван Щекаев) выступил гостем гала-концерта на первом молодёжном фестивале «Анапа-арт-2003» в Анапе. К предстоящему событию 8 июля был выпущен сборник «Рэп на 100%: Анапа Арт 2003» с треком «Сын» от «Солдат бетонной лирики». 30 июля композиция «Сын» попала в эфир ночной программы «Фристайл» на «Нашем радио», где ведущий «Панда» назвал Капу «открытием сезона» и подчеркнул его умение исполнять рэп, используя технику Method Man’а из Wu-Tang Clan.
Летом 2003 года был записан совместный трек Капы с группой «Злой Дух» — «Казань-Самара», который был впервые презентован на концерте «Злого Духа» в Доме культуры имени Дзержинского в Самаре 7 ноября 2004 года. Трек увидел свет в альбоме «Путь пацана» 20 октября 2005 года. 7 декабря 2004 года был издан сборник объединения «Злой Дух Фамилия» — «Тяжесть Волги», в который вошёл сольный трек Капы «Сын».
25 сентября 2005 года лейбл 100Pro с помощью дистрибьюторской компании CD Land выпустил на компакт-дисках дебютный альбом Капы «Втыкал». В записи альбома приняли участие Mr. Simon, Al Solo, Шеff, Ёлка, Шайн и Салем. Музыку для альбома создали Ильич и Максим Тараненко при содействии Капы («Тебе охота»), DJ Топор («Сын Remix»), Al Solo («Утюги»).
В 2006 году Капа встретил на книжном рынке Самары возле красной палатки с хип-хопом двух рэп-исполнителей Ивана Богданова и Александра Борисова, знакомым ему по выступлению в КЗ «Дзержинка» в 2004 году, и предложил им создать совместный проект «Капа и Картель». В 2007 году все трое отправились в Москву, где подписали контракт с лейблом 100Pro и записали альбом в студии лейбла. 8 июня 2008 года лейбл выпустил на компакт-дисках альбом «Гламурным…». В поддержку альбома было выпущено два видеоклипа на треки «Капа и Картель» и «Кто быдло?!». Музыку для альбома создали Иван-Картель, Сhill-Will, Роман Синцов и Саша-Картель, а тексты каждый написал себе сам.
23 октября 2008 года лейбл 100Pro с помощью дистрибьюторской компании CD Land выпустил на компакт-дисках переиздание альбома «Втыкал» (2005), дополнив его двумя видеоклипами из проекта «Капа и Картель».
В 2009 году проект распался. По словам Капы, это произошло из-за отсутствия концертов со стороны лейбла 100Pro и выплат инвестиций от спонсоров. Саша-Картель организовал команду «Овраг подпольщиков», а Иван-Картель ушёл в сферу деятельности строительных компаний. Оставшись один, Капа с помощью знакомых открыл в Самаре собственную студию звукозаписи «Самара град» 28 мая 2011 года.
29 апреля 2011 года лейбл 100Pro выпустил второй сольный альбом Капы под названием «Азиат». Альбом состоит из 14 треков и посвящён восточной философии, которую Капа изучал в течение двух лет. В записи альбома приняли участие артисты лейбла 100Pro: Al Solo, DаБо (он же Иван-Картель), Jar Bar, Штыць, Тихон, Мастер Шеff, Купер, Тисак, Витяй Счастье, Салем. Музыку для альбома создали Санчо, Сhill-Will, Роман Синцов, Ильич, Капа, DаБо и Al Solo, а тексты каждый написал себе сам. В поддержку альбома был снят видеоклип на одноимённый трек.
В 2012 году Капа принял участие в записи песни «Под 8-кой» группы Bad Balance для альбома World Wide. А также записал совместный трек с группой Bad Balance «Они не знают!», который был экранизирован клипмейкером Стэпманом в итальянском ресторане Москвы.
30 марта 2013 года Капу сбила машина в Промышленном районе Самары. В результате аварии пешеход получил перелом затылочной части головы с переходом на основание черепа и был госпитализирован.
31 марта 2014 года лейбл 100Pro выпустил совместный альбом Капы с DаБо (он же Иван-Картель) — «Последний суд». Альбом состоит из 15 треков и был записан в студии «Самара град» в период с 2011 по 2015 год. Музыку для альбома создал DаБо при участии Капы («Самара», «Истина где-то там»), а тексты каждый написал себе сам. В поддержку альбома лейбл снял два видеоклипа на треки «Погибнуть от пули» (2013) и «Дьявол» (2014).
В 2016 году Капа стал заниматься закадровым переводом художественных фильмов, среди которых «Ночь мёртвого коротышки» (2011), «Зомбигаген» (2014), «Киборг» (1989), «Угроза обществу» (1993), «Дела в Нью-Джерси» (1995), «Пуля» (1996), «Чужая территория» (1992), Фильм о фильме «Хищник» (2001), «Ярость мёртвых» (2013).
20 января 2016 года Капа выпустил видеоклип на песню «Больше никаких игр», где впервые предстал как режиссёр видео. 13 февраля лейбл 100Pro выпустил третий сольный альбом Капы под названием Capo di Tutti Capi'' (рус. Босс боссов). Альбом состоит из 13 треков и был записан в 2014 году. В его записи приняли участие Сантьяга, Саша-Картель и Такер. Музыку для альбома создал Капа, а тексты каждый написал себе сам. Один из треков — «Больше никаких игр» — посвящён лейблу 100Pro, который не оправдал ожиданий артиста по дистрибуции и в результате он покинул лейбл. 12 мая 2016 года Капа представил видео на новый трек «Бог спросит с тебя». По сюжету Капа спасается бегством от посланников Бога, отстреливается и прячется, но в итоге его всё-таки настигают. В 2016 году Капа поучаствовал в записи трека «Свобода» для альбома Рем Дигги «42/37».
2 декабря 2016 года Капа выпустил мини-альбом «Н.О.Ж.» (Нормальный Образ Жизни) самостоятельно в социальной сети ВКонтакте. В ответ Влад Валов (Шеff), владелец лейбла 100Pro, загрузил мини-альбом на цифровые площадки от имена лейбла без согласия артиста, а в интервью говорил о том, что Капа до сих пор сотрудничает с ним, а также должен ему денег. По словам Капы, Валов обвинил его в нарушении договора о концертах и грозился подать в суд, хотя концертов лейбл ему практически не организовывал, а за всё время пребывания на лейбле он получил с продаж своей музыки на цифровых площадках примерно пять тысяч рублей. Капе пришлось рассказать о своих взаимоотношениях с руководством лейбла в ответ на лживые обвинения в непорядочности артиста. Прикрываясь несуществующими договорами и фальшивыми подписями, команда 100Pro два года держала этот альбом у себя. В 2018 году Капа разместил мини-альбом на площадках с помощью дистрибуторской компании AVK Production.
В 2017 году Капа совместно с Сашей Картелем решил реанимировать проект «Капа и Картель». Проект получил название «Томагавки Маниту». Капа разработал логотип и придумал название дуэта. Было записано девять треков, музыку и тексты к которым Капа и Саша-Картель написали совместно в студии Basement в Самаре. В декабре был выпущен видеоклип на трек «Не даёт». В апреле 2018 года было снято и опубликовано видео на трек «Крепкий сплав». Альбом «Табу» вышел 18 октября 2018 года.
22 февраля 2018 года Капа выпустил мини-альбом Gangland. Part 1 («Земля гангстеров»), состоящий из шести треков о жизни мафиози: «Мара Сальватруча», «A Cada Uno Lo Suyo», «Тени Гаити», «Мейер Лански», «Клан Гамбино», «Мариелитос». По словам Капы, он познакомился с Сергеем Сорокиным («Ворон») в студии 100Pro в 2005 году. Тогда же возникла идея записи концептуального альбома, посвящённого уличным бандам. В 2006 году в домашней студии Капой был записан трек «Мара Сальватруча» об известной латино-американской банде, но по ряду причин работа над этим проектом была «заморожена». Однако идею американского бандитизма подхватила рэп-группа Bad Balance и записала по инициативе Ворона альбом «Легенды гангстеров» (2007). Чуть позже в том же году Шеff выпустил сольный альбом под названием Gangsta Jazz, который Капа назвал «дублем» своего проекта.
В 2018 году Капа в содружестве с Сергеем Вороном создал проект «Ст. 77», посвящённый криминальной тематике. В рамках проекта треки создавались в жанре бандитский рэп. Их союз начался с песни «Мы играем в города», записанной Капой на стихи Ворона в 2009 году. В припеве к песне «Ямайка» Капа впервые в своём творчестве продемонстрировал свои вокальные данные. 18 октября вышел мини-альбом «Часть 1. Ямайка» («Мы играем в города», «Ребята с нашего двора» и «Ямайка»), а 15 декабря вышла «Часть 2. Тайга» («Столыпинский вагон», «Мозаика» и «Таёжный романс»).
13 апреля 2019 года вышел полноценный 12-трековый альбом «Ст. 77», записанный в студии звукозаписи «Самара град». Согласно пресс-релизу, альбом представляет из себя «дикий сплав настоящих уличных традиций, больших и малых городов».
6 декабря 2019 года Капа выпустил экспериментальный альбом «Декаданс», созданный в жанре трэп с использованием автотюна. В альбоме затрагивается тема любви, он состоит из девяти треков и был записан в студии звукозаписи «Самара град». Треки «Утро» и «В янтаре» были экранизированы.
12 марта 2022 года Капа выпустил продолжение проекта «Ст. 77» под названием «Ст. 77. Часть вторая» из 12 треков.
Летом 2024 года Капа выступил на разогреве у американской рэп-группы Onyx в Самаре, помирился с Шеff’ом и записал с ним совместный трек «К успеху» (музыка: Cruel Tool) для сольного альбома Шеff’а «Ультразвуковой шквал». В том же году Капа объединился с группой «Не ради денег» для записи совместного альбома. 9 августа у музыкантов вышел сингл «У костра», а 7 сентября — «Не буду жалеть». 25 октября они выпустили сингл «Солдат» и сопроводили его видеорядом, снятым режиссёром Владимиром Васильковым (Vova Prime из Boss Tonn Film). 20 декабря был выпущен сингл «Мама», записанный Капой и «Не ради денег» при участии Графа Домбровского.
8 марта 2025 года Капа и группа «Не ради денег» презентовали сингл и видео на трек «Гелик», снятый режиссёром Владимиром Васильковым (Vova Prime из Boss Tonn Film). 14 марта вышел совместный альбом Капы с группой «Не ради денег» под названием «Пуленепробиваемый». 27 марта лейбл 100Pro издал дебютный альбом Капы «Втыкал» на грампластинках. Релиз состоит из 15 треков и оформлен как переиздание альбома 2008 года. Мастеринг альбома был сделан в  Голландии. 30 апреля вышел видеоклип Капы и «Не ради денег» на трек «Кто быдло, Часть 2» (режиссёр: Vova Prime).

## Конфликты
3 апреля 2007 года на YouTube вышел видеоклип рэперов ST1M и Серёга на песню «Я — рэп». Трек является диссом на известных рэп-исполнителей: Тимати, Лигалайз, «Каста», Шеff и Krec. 16 мая 2007 года на сайте группы Bad Balance появился трек от Серёги «Кто здесь Шеff?», направленный в адрес владельца лейбла 100Pro и участника группы Bad Balance — Влада Валова (Шеff). Трек был записан Серёгой в составе немецкой рэп-команды «Контра да банда» в 2002 году, но был опубликован только спустя пять лет. 28 июня на сайте был выложен ответ Серёге и Стиму от Капы и созданной им группы «Картель» под названием «Гламурным…». По словам Капы, ему необходимо было поставить Серёгу на место после всего того, что он наговорил про рэперов, которым Валов помог с карьерой.
1 декабря 2008 года на сайте журнала «Афиша» вышла статья о гоп-хопе, в которой рэп-исполнитель Баста критично высказался об образе Капы в проекте «Капа и Картель»:

«Смешно слушать напыщенно-серьёзные треки подростков: «Мы жили, прошли, мы теряли». Все эти игры в королей, больших гангстеров, как у Влада Валова и его подопечного Капы… Паренёк из Самары на всех подряд бычит, девушек шалавами обзывает, а сам-то щупленький, на районе такому п…доболу сразу бы показали что к чему. Им всем не хватает элементарного юмора. А если уж во всё это играешь, то играй так, чтобы с сюжетом в «Дежурной части» — эмси Падла из Красноярска ограбил овощной магазин! Надо красавца давать, а не бандита»— Ноггано (Василий Вакуленко)
В 2018 году в интервью для видеоблога Inside Show Капа подчеркнул, что часть историй в проекте «Капа и Картель» были написаны с долей преувеличения ради привлечения внимания слушателей, как, например, в треке «Порно под ракурсом». В то время как трек «С корешами на хазе» был написан на основе реальных событий. По словам Капы, Баста так негативно высказался о нём из-за того, что он отказал ему в интервью для передачи Hip-Hop TV на радио Next. В итоге Капа ответил Басте, чтобы он разобрался с самим собой.

## Критика
В мае 2004 года журналисты сайта Rap-Style.ru в обзоре альбома «Солдаты бетонной лирики» «Шайка» отметили способность Капы и Шайна достаточно хорошо дополнять друг друга. В частности, у Шайна отмечена хорошая лирика и считка, умение хорошо раскрывать тему, а у Капы — наличие стиля Method Man’а, что, по мнению Андрея Михеева (X-Star), является копией, которая «всегда хуже оригинала». Также авторы подчеркнули в альбоме музыку Капы, которая отличает «Солдат» от других русскоязычных рэп-групп. Лучшими треками на диске были выбраны «Драма» и «Перемены», темы которых заставляют задуматься, содержат отличную музыку, лирику и считку. Среди слабых треков рецензент S.m.i.T. выделил темы про «псевдо-гангстеров» — «Берегись автомобиля» и «Это мой день», а рецензент X-Star отметил в треке «Спокоен как лёд» большое количество мата, которое его портит.
В октябре 2004 года журналисты самарской областной молодёжной газеты «Волжский комсомолец сегодня» упомянули о недавнем успехе группы «Солдаты бетонной лирики», чьи солисты Шайн и Капа «читали свои тексты на площадях, и тысячи молодых сердец отбивали ритм их речитативов».
В 2011 году редактор журнала Time Out Елена Шамина отметила в творчестве Капы агрессивные тексты и нецензурную лексику, а его рэп, адресованный улицам, не является гламурным.

### Рейтинги
12 февраля 2005 года альбом «ШайКа» группы «Солдаты бетонной лирики» занял 31 место в номинации «Лучший хип-хоп-альбом 2004 года» на второй ежегодной церемонии Hip-Hop.Ru Awards 2004 по результатам голосования пользователей сайта Hip-Hop.Ru.
12 февраля 2006 года альбом «Втыкал» занял 15 место в номинации «Лучший хип-хоп-альбом 2005 года» на третьей ежегодной церемонии Hip-Hop.Ru Awards 2005 по результатам голосования пользователей сайта Hip-Hop.Ru.
1 февраля 2008 года Капа занял второе место в номинации «Лучший дисс 2007 года» за дисс на Стима и Серёгу на пятой ежегодной церемонии Hip-Hop.Ru Awards 2007 по результатам голосования пользователей сайта Hip-Hop.Ru.
8 марта 2010 года концерт Капы и Шайна в клубе «Бункер» в городе Чапаевск 28 марта 2009 года занял 17 место в номинации «Лучшее хип-хоп-видео 2009 года» на седьмой ежегодной церемонии Hip-Hop.Ru Awards 2009 по результатам голосования пользователей сайта Hip-Hop.Ru.
9 апреля 2015 года Капа занял 22 место в номинации «Лучший битмейкер 2014 года» на ежегодной церемонии Hip-Hop.Ru Awards 2014 по результатам голосования пользователей сайта Hip-Hop.Ru. Помимо этого альбом Капы и DaБо «Последний суд» занял 37 место в номинации «Лучший хип-хоп-альбом 2014 года».

### Отзывы
В марте 2008 года российский рэп-исполнитель Dino MC 47 в интервью для портала ProRap.ru назвал Капу «реально крутым артистом» с крутым голосом и сумасшедшим флоу.
В декабре 2008 года российский журналист и музыкант группы «Самое большое простое число» Кирилл Иванов в интервью для портала Rap.ru похвалил замысел трека «Кто быдло?!» от проекта «Капа и Картель» за «искренний ответ пацанов с района на так называемый гоп-гламур».

## Чарты
23 февраля 2016 года альбом Капы Capo di tutti capi занял 7 место по продажам в магазине Google Play.
10 декабря 2019 года альбом Капы «Декаданс» занял 10 место по продажам в магазине Google Play

## Дискография
Студийные альбомы
- 2005 — Втыкал (переиздан в 2008 году)
- 2011 — Азиат
- 2016 — Capo Di Tutti Capi
- 2019 — Ст. 77
- 2019 — Декаданс
- 2022 — Ст. 77. Часть вторая

Совместные альбомы
- 2000 — Собачья стая — «Демо» (1999—2000) (совместно с Багзи и Шайном)
- 2004 — Солдаты бетонной лирики — «ШайКа» (совместно с Шайном)
- 2008 — Капа и Картель — «Гламурным…»
- 2014 — Капа и DаБо — «Последний суд»
- 2018 — Томагавки Маниту — «Табу» (совместно с Сашей Картелем)
- 2025 — Капа и «Не ради денег» — «Пуленепробиваемый»

Мини-альбомы
- 2016 — Н.О.Ж. (Нормальный Образ Жизни)
- 2018 — Gangland. Part 1
- 2018 — Ст. 77 (Капа и Ворон) — Часть 1. Ямайка
- 2018 — Ст. 77 (Капа и Ворон) — Часть 2. Тайга
- 2024 — Пророки несущие зло

Компиляции
- 2018 — Неизданное в альбомах

Микстейпы
- 2002 — Солдаты бетонной лирики — «С.Б.Л. Mix»

Синглы
- 1999 — «Собачья стая» («Собачья стая»: Капа и Багзи)
- 1999 — «Объединяйтесь!» («Собачья стая»: Багзи и Капа feat. MC Boot)
- 1999 — «Беда» (1-я версия) («Собачья стая»: Багзи, Капа, Шайн)
- 1999 — «Дома» («Собачья стая»: Капа и Багзи)
- 1999 — «Беда» (2-я версия) («Собачья стая»: Капа и Шайн)
- 2000 — «Беда» (3-я версия) (Капа feat. Antix)
- 2000 — «Почему?» (проект «С.Б.Л.»: Капа, Дизель, Snike)
- 2000 — «Улицы зла» («Собачья стая»: Багзи и Капа)
- 2000 — «Урок рифмы» («Главы пяти семей»: Капа и Маркер)
- 2001 — «Стиль Самара» («С.Б.Л.»: Капа и Дизель)
- 2001 — «Самара—Чебоксары» от «Вочи»: «С.Б.Л.» (Капа и Дизель), «Соблюдай дистанцию» (Арнольд и Шарап), МС Прицеп
- 2001 — «Начинайте битву» («С.Б.Л.»: Капа, Snike и Дизель)
- 2001 — «Начинайте битву» («С.Б.Л.»: Капа и Дизель)
- 2001 — «Дорога в Пензу» («С.Б.Л.»: Багзи и Капа)[46]
- 2001 — «Друг за друга» («С.Б.Л.»: Багзи, Капа и Дизель)
- 2002 — «С.Б.Л.» («С.Б.Л.»: Капа и Дизель)
- 2002 — «Мой день»
- 2002 — «Мы живём здесь»
- 2003 — «Клубец»
- 2003 — «Волга» (feat. «Белые братья», «Типичный ритм»)
- 2004 — «Челентано» (freestyle)
- 2004 — «Капа поёт под гитару» (freestyle)
- 2004 — «Куба»
- 2004 — «Кубок Конфедерации»
- 2004 — «Ловец человеков»
- 2004 — «Уважай мой стиль» (Remix)
- 2005 — «Китайская забегаловка» (Remix)
- 2005 — «Не было слов» (feat. Ильич)
- 2005 — «Поганки-Рэперы»
- 2005 — «Не пытайся понять. Часть 2» («С.Б.Л.»: Шайн и Капа)
- 2008 — «Спокоен как лёд» (Da Luniz mix '08) («С.Б.Л.»: Шайн и Капа)
- 2009 — «QuinsE» feat. Санчо (Реклама магазина)
- 2009 — «Номер один» (freestyle)
- 2009 — «Боль» (музыка: ILL’Leech)
- 2010 — «Летим на базу» (feat. Сергей Кот)
- 2012 — «Яд» (Капа & Вонючий случай)
- 2018 — «Adultère»
- 2018 — «Домино»
- 2018 — «Новогодняя»
- 2021 — «Ми граємо в міста»
- 2021 — «Деньги» (Jombully, Капа)
- 2021 — «Знамя» (R.I., Капа)
- 2022 — «Восемь долгих лет»
- 2023 — «Журавли»
- 2023 — «Демон внутри меня»
- 2024 — «Ад на земле»
- 2024 — «У костра» (Капа, «Не ради денег»)
- 2024 — «Не буду жалеть» (Капа, «Не ради денег»)
- 2024 — «Эйфория Remix»
- 2024 — «Солдат» (Капа, «Не ради денег»)
- 2024 — «Мама» (Капа, «Не ради денег», Граф Домбровский)
- 2025 — «Гелик» (Капа, «Не ради денег»)
- 2025 — «Хулиганская» (Чериган, Капа, Бледнолицый Панама)
- 2025 — «Пой душа» (#DanyDef, Капа)

Участие
- 2002 — Сборник «Rap прорыв № 4» (Солдаты бетонной лирики — «Драма»)
- 2003 — Сборник «Рэп на 100%: Анапа Арт 2003» (Солдаты бетонной лирики — «Сын»)
- 2003 — Дети каннабиса — «Властелины вкуса» (feat. Капа)
- 2004 — Белые братья — «Крутым парням солнце светит всегда!» (Белые братья feat. Капа — «Волга»)
- 2004 — Сборник «Сотка # 1: Горячий рэп микс» (Капа — «Сын», Солдаты бетонной лирики — «Мы живём здесь», Белые братья feat. Капа — «Волга»)
- 2004 — Сборник «Рэп На 100% №5» (Капа — «Ни сантима», Белые братья feat. Капа — «Волга»)
- 2004 — Сборник лейбла «Злой Дух Фамилия» — «Тяжесть Волги» (Капа — «Сын»)
- 2004 — Стимул — «Премьера» («Клубец» feat. Капа)
- 2005 — Злой Дух — «Путь пацана» («Казань-Самара» feat. Капа)
- 2005 — DJ Lenar — «Сотка» (Капа — «Сын» Remix by DJ Топор, Капа — «Втыкал» (Original Remix))
- 2006 — DJ Яaaman — 100Pro RMX’s (Капа — «Втыкал» (Headnodder Remix), Капа feat. Шайн — «Шайка-До» (Yakuza Remix))
- 2006 — Сборник «100PRO Family — 12 уровней» («12 уровней (Mix by Al Solo)», «12 уровней (RMX by Mr. Simon)», Капа feat. Мастер Шеff & Салем — «Уважай стиль»)
- 2006 — X-Team – Dronaz («Ставки» feat. Капа, Режик)
- 2006 — Сборник «Рэп качество на 100Pro» (Капа — «Там на небе богам»)
- 2006 — Сборник «Рэп лирика» (Капа feat. Ёлка — «Поднять гранит»)
- 2006 — Сборник «Rap Music Live 2005» (Капа — «Втыкал» (Live))
- 2007 — Сборник «RAP на 100% #7» (Капа feat. Шайн — «ШайКа-До»)
- 2007 — Сборник «RAP Летняя коллекция» (Солдаты бетонной лирики — «Начинайте битву», Капа — «Шахматы со смертью»)
- 2007 — Сборник «RAP Зимняя коллекция» (Капа — «Втыкал»)
- 2007 — Сборник «Перепись хип-хоп-населения 2» (Точка Отрыва — «Ты всё поймёшь» feat. Капа)
- 2008 — Дети каннабиса — «Rap это Сила» («Будь в курсе [2007]» feat. Капа)
- 2008 — Сборник «RAP на 100% #8» (Капа и Картель — «Гламурные п***сы»)
- 2008 — Сборник «RAP на 100% #9» (Капа и Картель — «Капа и Картель»)
- 2008 — Сборник «Rap Street» (Капа и Картель — «С корешами на хазе»)
- 2008 — Сборник «Рэп от лейбла 100PRO Сто процентов» (Капа и Картель — «Кто быдло!?»)
- 2009 — Игра слов — «Каждый любит вSех» («Вернём позиции» feat. Капа)
- 2009 — Сборник «Hip-Hop Info #9» (Капа и Картель — «Сука»)
- 2009 — Сборник «RAP на 100% # 10» (Капа и Картель — «Судно покидает док RMX»)
- 2010 — Голос Донбасса — «Голда» (Голос Донбасса feat. Lenin, Капа, N!ko, Мастер Шеff — «Будь счастлив»)
- 2010 — Сборник «Сотка 6 (Rap Mix DJ Lenar)» («Будь счастлив» feat. Lenin, Капа, N!ko, Мастер Шеff)
- 2011 — Сборник «Hip-Hop Info #10» (Капа feat. Al Solo — «Азиат»)
- 2011 — Шеff — «Премиум» («Восьмёрка» feat. Капа)
- 2012 — Bad Balance — World Wide («Под 8-кой» feat. Капа)
- 2012 — Сборник «100Pro Family — Сотка (Путь в 10 лет)» (Шеff, Капа, Al Solo, Купер, DaБо — «Они не знают!»)
- 2014 — Сборник «RAP на 100% #11» (Капа и DаБо — «Долбит Digital (RMX)»)
- 2015 — Сборник «Old School Rap From Russia (Новый рэп старой школы)» (Капа — «Повстанец»)
- 2016 — Сборник «RAP на 100% #12» (Капа — «вТыкал 2.0»)
- 2016 — Сборник «Hip-Hop Info #11» (Борзини и Капа — «Своих не бросаем», Капа — «Ближневосточная»)
- 2016 — Овраг подпольщиков — «О.П.» («Интро от Капы»)
- 2016 — Овраг подпольщиков — «Овраглэнд» («Смак» feat. Капа)
- 2016 — Рем Дигга — «42/37» («Свобода» feat. Капа, ЛБЦ (WN))
- 2018 — Fakir и Koks — Fкатит! («Ярди» feat. Капа)
- 2021 — Саша Картель — Don Cartuletti («Восемь строчек» feat. Капа)
- 2023 — Саша Картель — «Архив, Часть 3» («Дорога в эльдорадо Remix» feat. Капа)
- 2024 — Шеff — «Ультразвуковой шквал» («К успеху» feat. Капа)
- 2025 — Тени сленга — «Шальная» (feat. Капа)

## Видеоклипы
- 2005 — «Не пытайся понять» («Солдаты бетонной лирики») (режиссёр: Капа)
- 2007 — «Капа и Картель» (уч. Картель) (оператор и режиссёр: Роман Синцов)
- 2008 — «Кто быдло?!» (уч. Картель) (оператор и режиссёр: Сергей Петров)
- 2010 — «Уваленный (Иммунитет)» (уч. Голос Донбасса) (режиссёр: Влад Валов, оператор: Роман Синцов)
- 2010 — «Город» (уч. DаБо) (режиссёр: Капа)
- 2011 — «Азиат» (уч. Al Solo) (режиссёр: Влад Валов и Альберт Краснов)
- 2011 — «Должен денег» (уч. DаБо) (режиссёр: Стэпман)
- 2012 — «Они не знают!» (уч. Bad Balance) (режиссёр: Стэпман)
- 2012 — «Я б не лез!» (видео с субтитрами) (Идея Влада Валова, сделано в студии 100Pro)
- 2013 — «Погибнуть от пули» (уч. DаБо) (режиссёр: Влад Валов, монтаж: Ярослав Карделло)
- 2014 — «Дьявол» (уч. DаБо) (режиссёр: Ярослав Карделло, Артём Стряпан (Astin Group Partner))
- 2015 — «Своих не бросаем» (Борзини и Капа) (режиссёр: Сергей Grey)
- 2016 — «Больше никаких игр» (режиссёр: Капа)
- 2016 — «Бог спросит с тебя» (режиссёр: Капа)
- 2016 — «Суррогат» (режиссёр: Капа)
- 2017 — «Не даёт» (уч. Саша Картель) (режиссёр: Капа)
- 2018 — «Крепкий сплав» (уч. Саша Картель) (режиссёр: Капа)
- 2018 — «Ребята с нашего двора» (режиссёр: Капа)
- 2018 — «Ямайка» (режиссёр: Капа)
- 2018 — «Бандитский олд скулл» (режиссёр: Капа)
- 2018 — «Мы играем в города» (режиссёр: Капа)
- 2018 — «Домино» (режиссёр: Капа)
- 2018 — «Столыпинский вагон» (режиссёр: Капа)
- 2019 — «Утро» (режиссёр: Капа)
- 2019 — «В янтаре» (режиссёр: Капа)
- 2021 — «Мой Маниту» (режиссёр: Капа)
- 2021 — «Токарев» (режиссёр: Капа)
- 2022 — «Восемь долгих лет»
- 2024 — «Когда строчит калаш»
- 2024 — «Солдат» (Капа, «Не ради денег») (режиссёр: Vova Prime/Boss Tonn Film)
- 2025 — «Гелик» (Капа, «Не ради денег») (режиссёр: Vova Prime/Boss Tonn Film)
- 2025 — «Кто быдло, Часть 2» (Капа, «Не ради денег») (режиссёр: Vova Prime/Boss Tonn Film)